# Jakub Novák (Radsportler, 1990)
Jakub Novák (* 30. Dezember 1990 in Pardubice) ist ein ehemaliger tschechischer Radrennfahrer.
Novak startete seine Karriere bei dem italienischen Nachwuchsteam Trevigiani-Dynamon-Bottoli. Im selben Jahr wurde er nationaler U23-Meister im Straßenrennen und gewann wie das Jahr zuvor ein Kriterium in Valdaso. 2012 wurde er ebenso nationaler U23-Meister im Einzelzeitfahren. Zur Saison 2013 wurde er vom BMC Development Team verpflichtet. Ab August 2013 fuhr er auch für das BMC Racing Team als Stagiaire. 2015 wechselte Novak noch zur tschechischen Mannschaft AWT greenway, bevor er anschließend seine Karriere beendete.

## Erfolge
2011
- eine Etappe Giro Ciclistico d’Italia
- Tschechischer Meister – Straßenrennen (U23)

2012
- Tschechischer Meister – Einzelzeitfahren (U23)

2014
- Mannschaftszeitfahren Tour de la Guadeloupe